# Massimo Biasion
Massimo 'Miki' Biasion (Bassano del Grappa, 7 de janeiro de 1958) é um ex-piloto italiano de rali, duas vezes campeão do mundo do Campeonato Mundial de Rali em 1988 e 1989.

## Carreira
Nascido em Bassano Del Grappa, Biasion tornnou-se conhecido em meados de 1980, vencendo o campeonato europeu e italiano em 1983, ao volante de um Lancia 037. Permaneceu mais anos na Lancia, devido ao piloto Henri Toivonen ter sofrido um fatal acidente, acabando por ganhar o título mundial em 1988 e 1989. Nesta altura, Biasion não tinha uma única vitória nos três quartos do campeonato. Ele era apenas o segundo piloto a defender o seu título em duas épocas seguidas (a seguir a Juha Kankkunen) e o terceiro piloto a vencer dois títulos seguidos (depois de Kankkunen e Walter Röhrl).
Biasion nunca desistiu de atingir o mesmo nível conseguido. Mas falhou o objectivo de vencer pela Lancia em 1991, e mudou-se para a Ford em 1992, num contrato que o tornou no piloto mais bem pago da sua época. O optimismo não durou muito. Biasion descreveu o Ford Sierra Cosworth como sendo “um pedaço de estrume” após o primeiro rally em Monte Carlo em 1992, apesar disso no Rali de Portugal, ele conseguiu o melhor resultado acabando em segundo lugar. No ano seguinte, conduzindo o novo Ford Escort Cosworth, ganhou o Rali da Acrópole e liderou a maior parte do campeonato de pilotos.

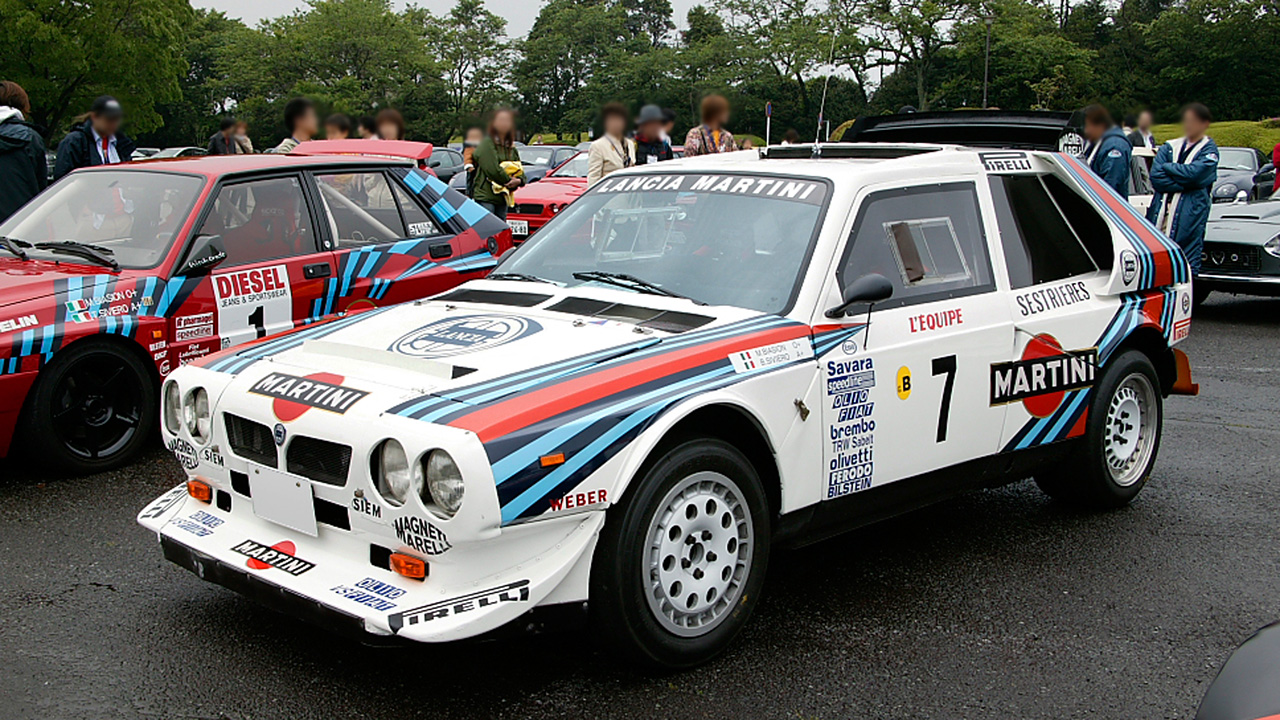
Lancia Delta de Biasion.

A passagem de Biasion pela Ford foi “ofuscada” por François Delecour, que na generalidade demonstrou-se mais veloz. Com o acidente de carro de Delecour, que o forçou a afastar-se grande parte da temporada de 1994, revelou a fraqueza da equipa.
Com recursos insuficientes para o desenvolvimento do Ford Escort, que ficava atrás dos seus rivais, e ainda por cima a relação de Biasion com a equipa piorava com o decorrer da temporada. Foi sem surpresa que no ano seguinte deixou a equipa. Após contestar algumas das equipas em prova, retirou-se quase em silêncio no final de 1995.
Ao longo da sua carreira ele teve sempre o mesmo co-piloto, Tiziano Siviero, apesar de no Rali de Portugal de 1988, ter sido substítuido  por Carlo Cassina, devido a problemas de saúde.
Também venceu o Campeonato Mundial de Camiões em 1998 e 1999, conduzindo um Iveco.
A sua presença na linha de partida no Rally Lisboa-Dakar já foi anunciada. Vai estar ao volante de uma equipa de fábrica, com um Fiat Panda Cross.

## Vitórias no WRC
| #  | Evento                                 | Temporada | Co-piloto       | Carro                      |
| -- | -------------------------------------- | --------- | --------------- | -------------------------- |
| 1  | 6º Marlboro Rally Argentina            | 1986      | Tiziano Siviero | Lancia Delta S4            |
| 2  | 55ème Rallye Automobile de Monte-Carlo | 1987      | Tiziano Siviero | Lancia Delta HF 4WD        |
| 3  | 7º Marlboro Rally Argentina            | 1987      | Tiziano Siviero | Lancia Delta HF 4WD        |
| 4  | 29º Rallye Sanremo                     | 1987      | Tiziano Siviero | Lancia Delta HF 4WD        |
| 5  | 22º Rallye de Portugal Vinho do Porto  | 1988      | Carlo Cassina   | Lancia Delta Integrale     |
| 6  | 36th Marlboro Safari Rally             | 1988      | Tiziano Siviero | Lancia Delta Integrale     |
| 7  | 35th Acropolis Rally                   | 1988      | Tiziano Siviero | Lancia Delta Integrale     |
| 8  | 23rd Olympus Rally                     | 1988      | Tiziano Siviero | Lancia Delta Integrale     |
| 9  | 30º Rallye Sanremo - Rallye d'Italia   | 1988      | Tiziano Siviero | Lancia Delta Integrale     |
| 10 | 57ème Rallye Automobile de Monte-Carlo | 1989      | Tiziano Siviero | Lancia Delta Integrale     |
| 11 | 23º Rallye de Portugal Vinho do Porto  | 1989      | Tiziano Siviero | Lancia Delta Integrale     |
| 12 | 37th Marlboro Safari Rally             | 1989      | Tiziano Siviero | Lancia Delta Integrale     |
| 13 | 36th Acropolis Rally                   | 1989      | Tiziano Siviero | Lancia Delta Integrale     |
| 14 | 31º Rallye Sanremo - Rallye d'Italia   | 1989      | Tiziano Siviero | Lancia Delta Integrale 16V |
| 15 | 24º Rally de Portugal Vinho do Porto   | 1990      | Tiziano Siviero | Lancia Delta Integrale 16V |
| 16 | 10º Rally Argentina                    | 1990      | Tiziano Siviero | Lancia Delta Integrale 16V |
| 17 | 40th Acropolis Rally                   | 1993      | Tiziano Siviero | Ford Escort RS Cosworth    |